# بيرس ليفلي
بيرس ليفلي (بالإنجليزية: Pierce Lively) هو قاضي وضابط أمريكي، ولد في 17 أغسطس 1921 في لويفيل في الولايات المتحدة، وتوفي في 12 مارس 2016.